# 安妮·德维涅
安妮·德維涅（法語：Annie Desvignes，法語發音：[ani deviɲ]；1937年5月4日—）出生於法國上法蘭西大區埃納省的諾爾省，是一名法式料理的女性廚師。

## 生平
安妮·勒基（法語：Annie Lequy）小時候因為父母親忙於工作，因此從小就由祖父母撫養，安妮也跟著祖母在廚房當中學習，到了十餘歲的時候決定投入烹飪，先後在雷蒙德·奧利弗的餐廳、加斯頓·萊諾特的餐廳擔任學徒，完成學徒的學習生涯之後，和母親保拉·勒奎（法語：Paula Lequy）一起經營Auberge Fleurie餐廳，從1952年做到1968年，這家餐廳獲得米其林指南二星評鑑，不過後來這家餐廳由他的兄長阿蘭·勒奎（法語：Alain Lequy）接走經營權。
1971年安妮和他的丈夫克洛德·德維涅（法語：Claude Desvignes）一起買下韋爾萬的La Tour du Roy酒店餐廳，從1972年的復活節開始營業，半年後隨即獲得米其林指南一星評鑑，並維持了卅餘年的時間。
1973年其子法布里斯·德維涅出生，後來也是走入廚房成為主廚，2007年獲得世界烹飪大賽金獎、2015年獲得法國最佳工匠獎，並於2021年3月開始，成為巴黎愛麗舍宮廚房負責人。
1975年聯合國為女權運動指定了國際婦女年，這讓安妮·德維涅興起創立一個組織的想法，旨在提升女性在廚師行業的社會地位，因此在葡萄酒領導人物奧黛特·卡恩和世界報的支持下，創立了餐館廚師協會（法語：Association des Restauratrices Cuisinières，ARC），1977年法國全國有百餘位女性廚師加入該組織，這是世界第一個為了聲援女性廚師社會地位，而創立的非營利組織，有了這個組織的多年努力，法國大廚協會（法語：Association des Maîtres cuisiniers de France）終於在1997年打破規定，讓女性也可以加入這個全國性質的協會，以及女性可以進入酒店或烹飪學校。
迄今，安妮·德維涅已經八十餘歲，仍舊在La Tour du Roy的餐廳繼續擔任主廚。

## 相關連結
- La Tour du Roy官方網站 （页面存档备份，存于）